# کبوتر تاجدار غربی
کبوتر تاجدار غربی (نام علمی:  Goura cristata) که به نام‌های کبوتر تاجدار معمولی، کبوتر تاجدار آبی و گورای بزرگ نیز شناخته می‌شود، کبوترسانی بزرگ‌جثه از سردهٔ کبوتران تاجدار است که در جنگل‌های پاپوای غربی در اندونزی یافت می‌شود.

## مشخصات
کبوتر تاجدار غربی پرنده‌ای با پرهایی آبی-خاکستری است که تاجی شبیه تور آبی‌رنگی بر روی سر و نقاب‌مانندی به رنگ آبی تیره دور چشمانش دارد. هر دو پرندهٔ نر و ماده از نظر ظاهری به یکدیگر تقریباً شبیه هستند اما نرها غالباً بزرگتر از ماده‌ها هستند. متوسط طول این کبوتر به ۷۰ سانتی‌متر و وزن آن به ۲٬۱۰۰ گرم می‌رسد.
این پرنده در جنگل‌های ماندابی و نسبتاً سیلابی و معمولاً در جنگل‌های دست‌نخوردهٔ ابرفتی زندگی می‌کند اما در عین حال می‌توان آن را در جنگل‌های تپه‌ای نیز یافت. این پرندگان تنها یک تخم گذاشته و جوجه پس از یک ماه از تخم خارج می‌شود.

## وضعیت بقا
جمعیت کبوتر تاجدار جنوبی بر اثر شکار برای گوشت و پرهایش به شدت رو به کاهش است، هرچند این پرنده با توجه به میزان کم افرادی که در اندونزی در مقایسه با پاپوا گینه نو  دارای تفنگ هستند به نسبت کبوتر تاجدار ویکتوریا و کبوتر تاجدار جنوبی از وضعیت بقای بهتری برخوردار است. از سوی دیگر این پرنده به میزان زیادی برای فروش صید می‌شود. همچنین قطع درختان جنگلی موجب تخریب زیستگاه این پرنده شده و تهدیدی برای بقای آن به شمار می‌رود. از همین روی اتحادیه بین‌المللی حفاظت از محیط زیست از سال ۱۹۹۴ به بعد نام کبوتر تاجدار غربی را به عنوان گونه‌ای آسیب‌پذیر در سیاهه قرمز گونه های در معرض خطر وارد کرده است.

## نگارخانه

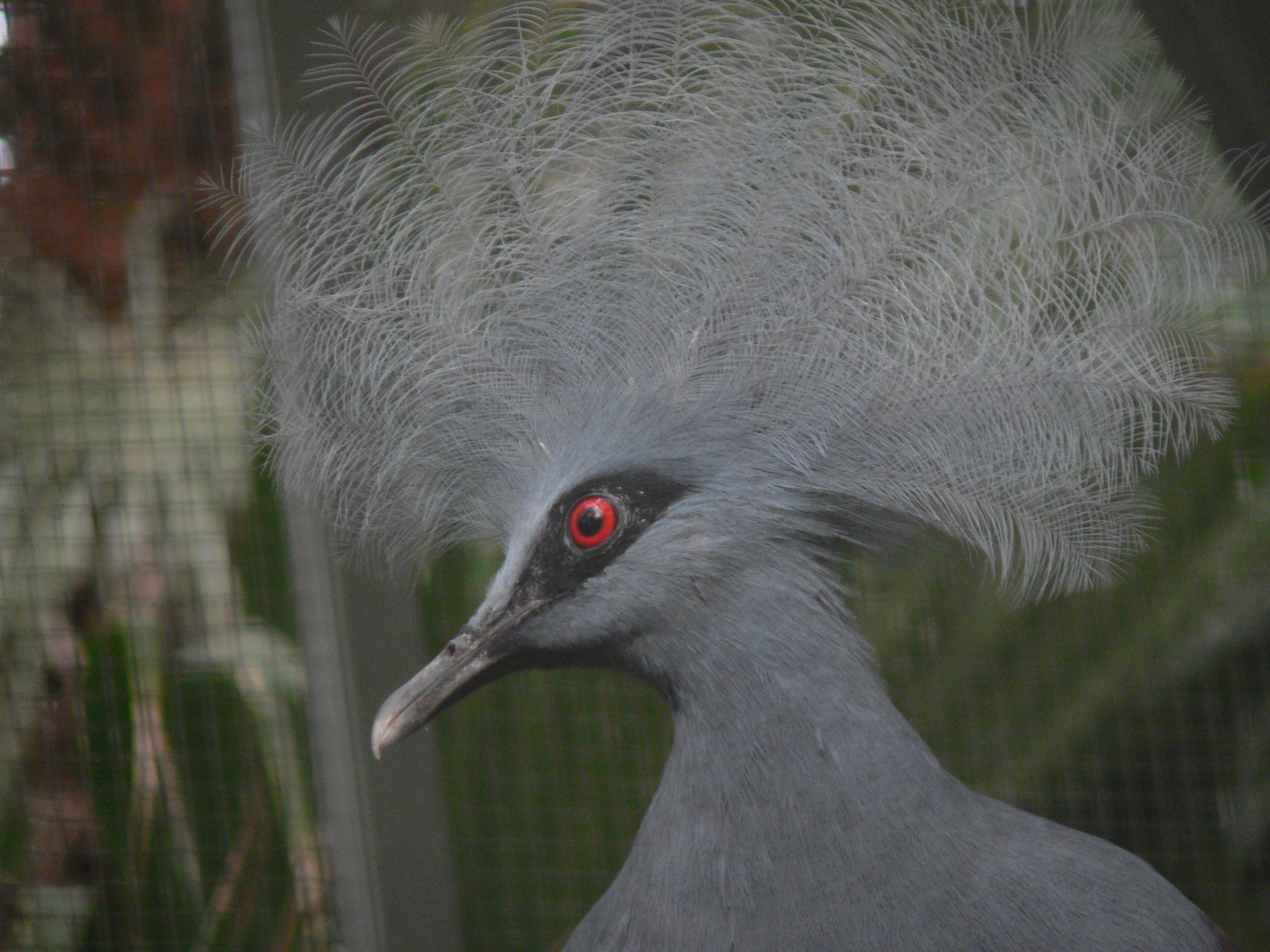
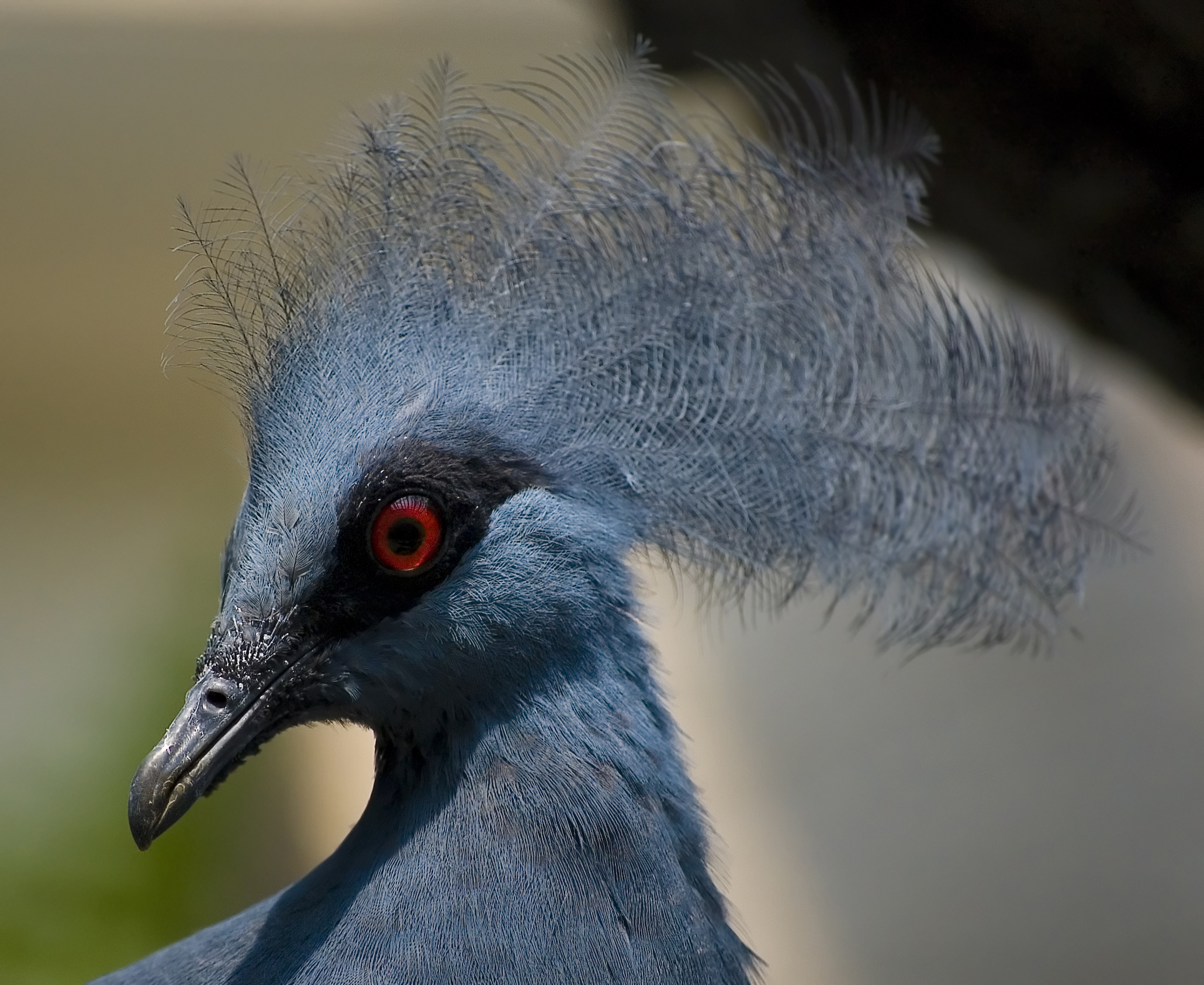
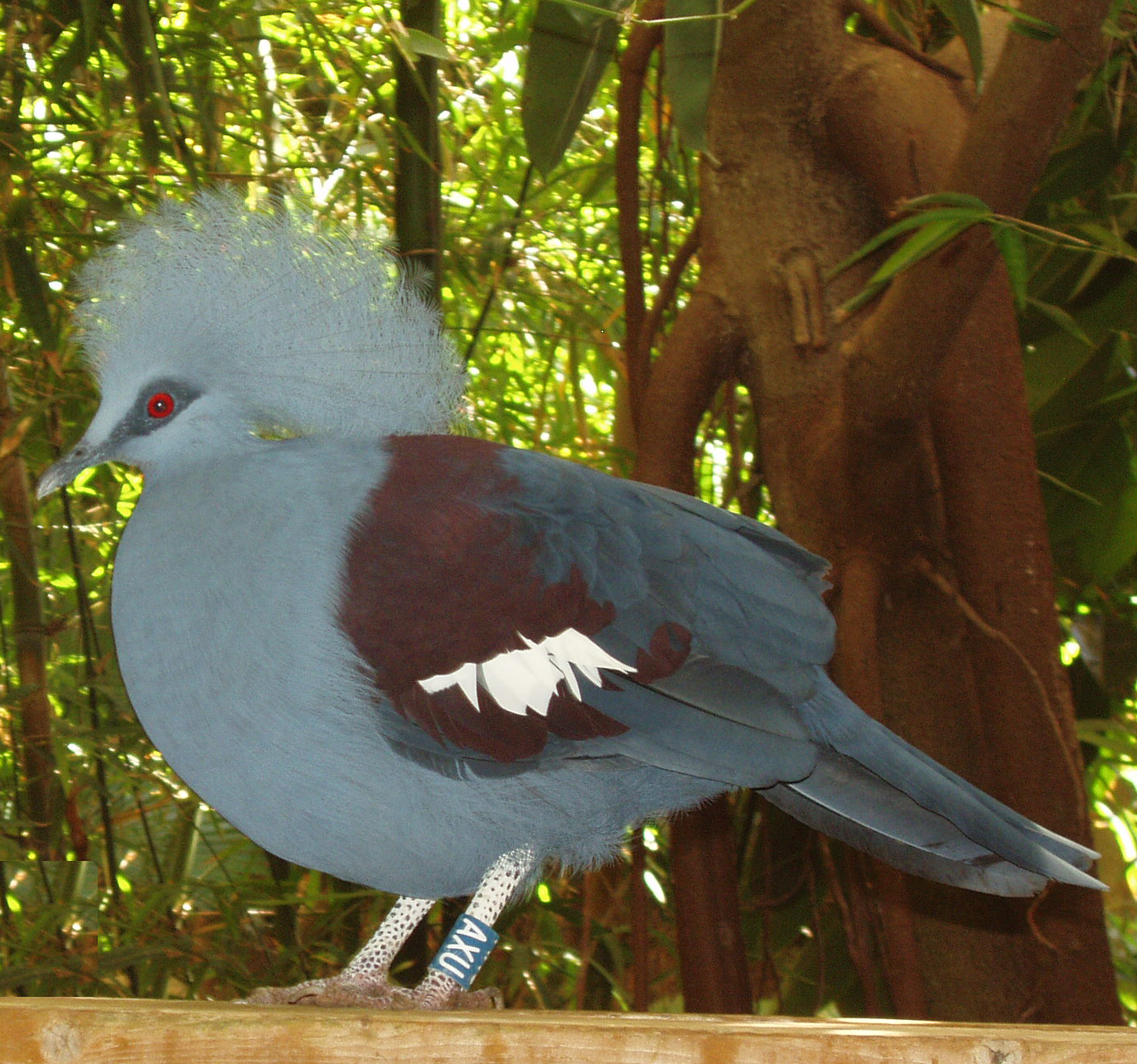
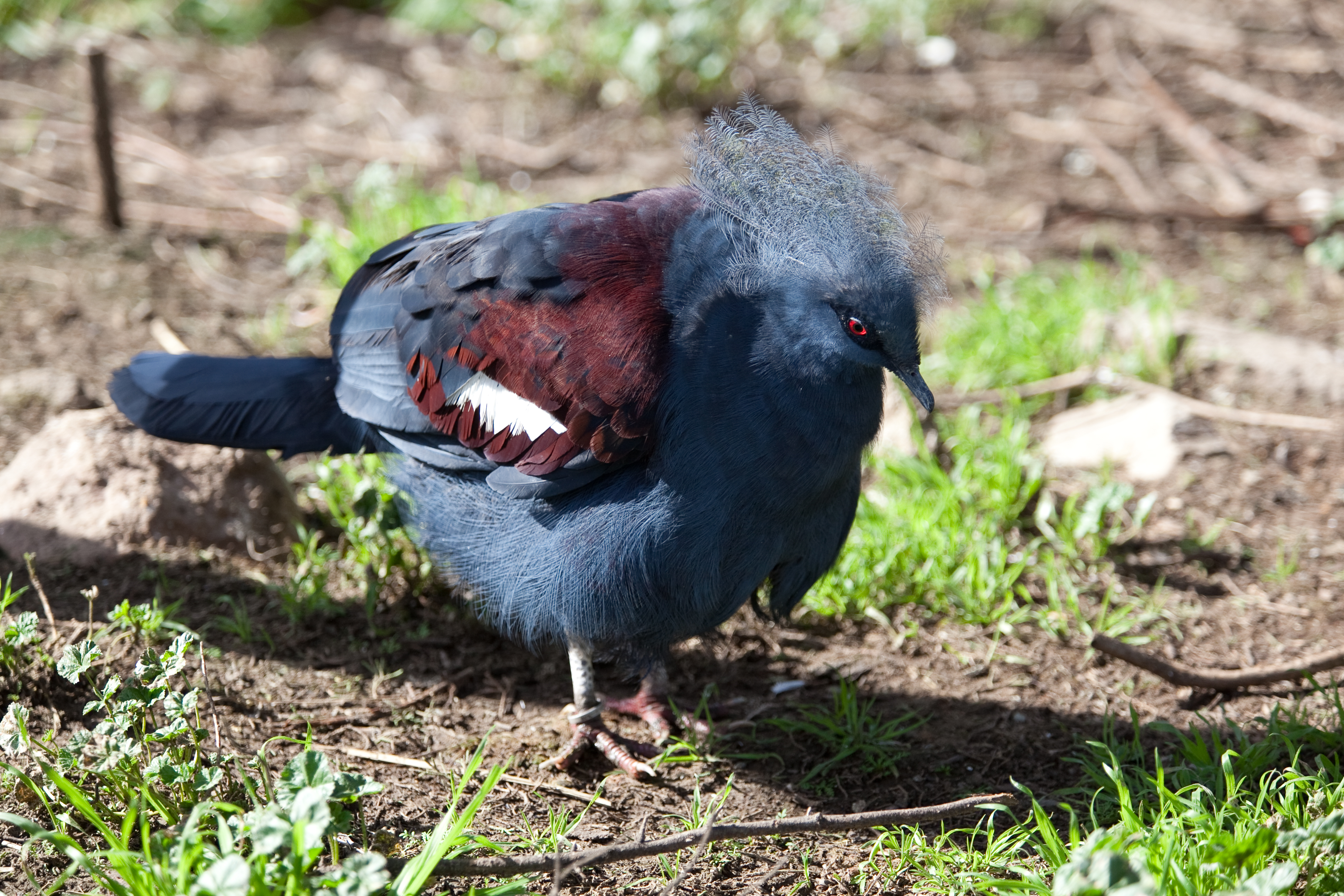
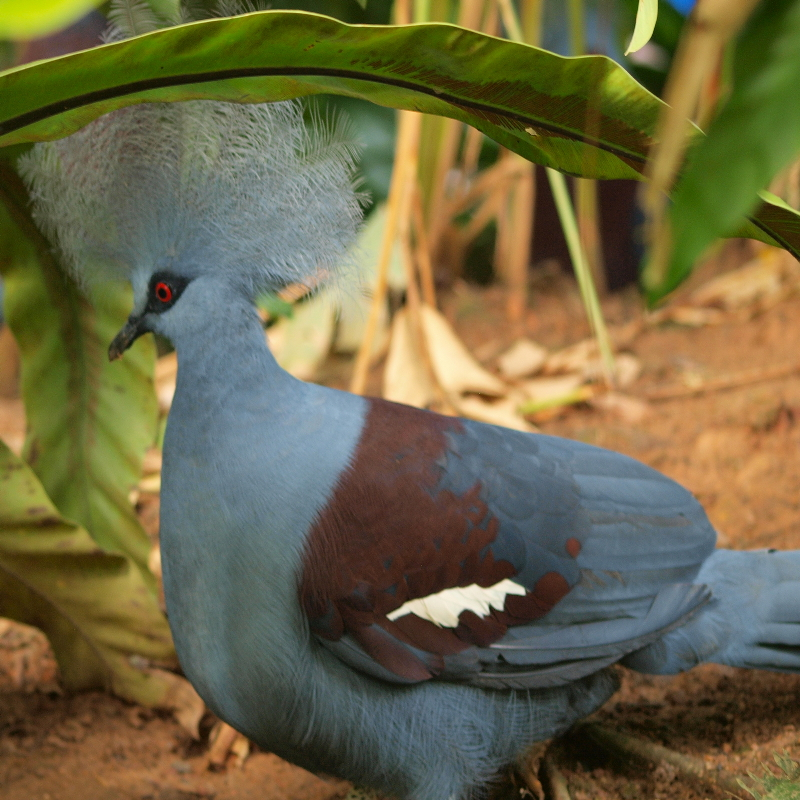